# Lui, lei e Babydog
(tagline film)
Lui, lei e Babydog (Heavy Petting) è una commedia del 2007 scritta e diretta dall'esordiente Marcel Sarmiento e prodotta da SarcoFilms e LaSalleHolland.

## Trama
Charlie, che lavora in una caffetteria, odia i cani a tal punto da allontanare, dal suo locale, anche i clienti che si presentano con un animale attaccato al guinzaglio. Quando però conosce Daphne, la donna della sua vita, è costretto a confrontarsi e convivere con il cucciolo di lei, Babydog. Entra in competizione con il cucciolo, per conquistare un posto nel cuore di Daphne, ma quando Charlie si accorge di non aver mai avuto bisogno di una ragazza, ma semplicemente di un "fedele amico", la situazione diventa paradossale fino a che sarà costretto a frequentare Daphne solo per non separarsi da Babydog.

## Uscite internazionali
- Uscita all'Hollywood Film Festival negli  Stati Uniti: 20 ottobre 2007
- Uscita al cinema negli  Stati Uniti: 15 luglio 2008
- Uscita in  Italia: 14 agosto 2008
- Uscita in  Germania: 16 ottobre 2008